# Ормеле
Ормѐле (на италиански: Ormelle; на венециански: Ormełe) е малко градче и община в Северна Италия, провинция Тревизо, регион Венето. Разположено е на 22 m надморска височина. Населението на общината е 4497 души (към 2010 г.).